# تبهگنی انرژی
در فیزیک اگر دو (یا چند) حالت فیزیکی وجود داشته باشند که سطح انرژی آنها یکسان باشد به آنها حالت‌های چندگانه یا تبهگن می‌گویند. تعداد این حالت‌ها مشخص‌کنندهٔ چندگانگی آن انرژی خاص است. برای مثال اگر سه حالت وجود داشته باشد که در آن سیستم کمترین انرژی را داراست، می‌گوییم حالت پایهٔ آن سیستم سه‌گانه است.
در مکانیک کوانتومی چندگانگی ناشی از آرایش الکترونی و سطح انرژی الکترون‌هاست. آرایش‌های الکترونیکی متفاوت ممکن است به علت تقارن معادل یکدیگر باشند. برای مثال در مدل بوهر (برای هیدروژن)، همۀ حالت‌هایی که وابسته به یک لایهٔ الکترونی هستند (در واقع عدد کوانتومی اصلی n آنها یکسان است) چندگانه هستند؛ یعنی همه یک انرژی دارند.
حالت‌های چندگانه ویژه بردار‌های هامیلتونی هستند که همه یک مقدارویژه دارند. حالت‌های فیزیکی فقط در صورتی متفاوتند که از هم استقلال خطی داشته باشند.
اگر تقارن توسط اختلال از بین برود (مثلاً با اعمال یک میدان الکتریکی) ممکن است انرژی حالتها تغییر کند و چندگانگی از بین برود. در این صورت انرژی‌ای که در گذشته دارای چندگانگی بود، به سطوح جدید انرژی تبدیل می‌شود که با یکدیگر برابر نیستند و در گذشته برای سیستم وجود نداشتند.